# Wiffleball
Il wiffleball è uno sport, simile al baseball, che si pratica su campi all'aperto o al coperto.

## Storia
Questo gioco fu ideato dallo statunitense David N. Mullany a Fairfield nel Connecticut nel 1953; è stato ideato principalmente per poter giocare a baseball anche d'inverno, senza dover spendere troppo in palle di cuoio, molto costose e facilmente rovinabili con l'acqua. Ad oggi è presente una lega amatoriale negli stati uniti denominata mlw, nata nel 2009 e fondata da Kyle Schultz.

## Regole
Si gioca in un campo ridotto con palline di plastica bucate e mazze anch'esse di plastica. L'area di strike non è né a discrezione dell'arbitro né definita dal battitore ma è sempre fissa e corrisponde ad un pannello posto dietro al battitore. Se la palla colpisce il pannello è strike, altrimenti no. Le regole generali rimangono sostanzialmente uguali al baseball (strike, inning, out) anche se subiscono alcune modifiche. Per l'eliminazione di un corridore dopo la battuta basta bloccare la palla e non serve lanciarla su un sacchetto. Un corridore già sulle basi invece si può eliminare colpendolo con la pallina quando non è su un sacchetto. Nel wiffleball le squadre sono da 5 persone, solo tre però vanno in difesa: il lanciatore e due difensori.